# Carlos Varela (Musiker)

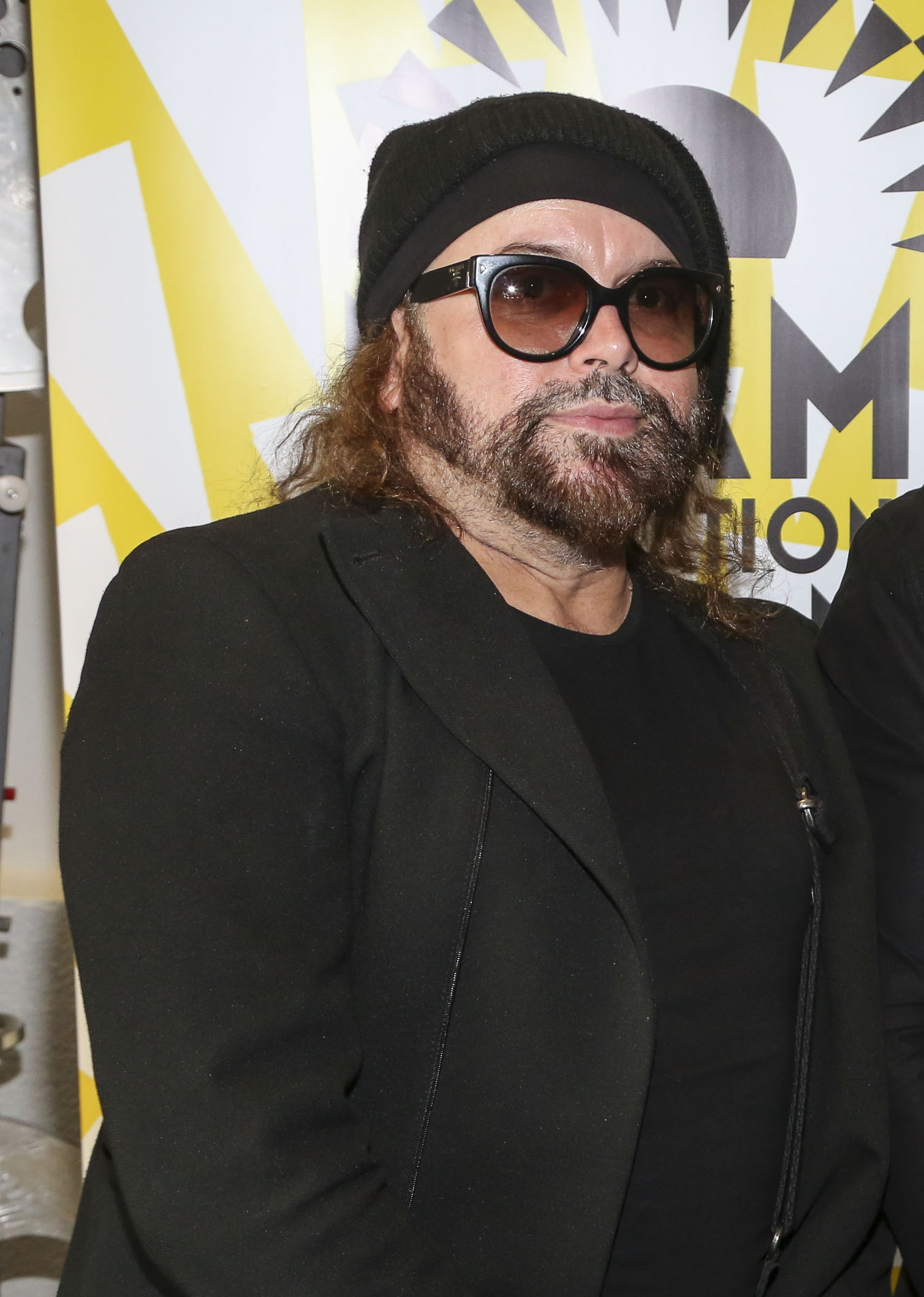
Carlos Varela

Carlos Varela (* 11. April 1963 in Havanna, Kuba) ist ein Sänger und Songwriter der kubanischen Musikrichtung La Nueva Trova Cubana.
Varela hatte sich 1980 der Nueva-Trova-Bewegung angeschlossen. Silvio Rodríguez, einer der Gründer der Nueva Trova, entdeckte ihn und nahm ihn auf eine Tournee mit nach Spanien. Sein erstes Album Jalisco Park wurde ebenfalls in Spanien veröffentlicht. Varelas Musik im neuen Jahrtausend ist bekannt für ihre offene Kritik an Aspekten der Politik Fidel Castros.
Im Juni 2014 erhielt Carlos Varela den Ehrendoktor durch die kanadische Queen’s University.
Das Lied Una palabra („Ein Wort“) vom 2000 veröffentlichten Album Nubes wurde 2001 in dem Werbespot The Hire: Powder Keg sowie 2004 in dem Film Mann unter Feuer (Man on Fire) verwendet. Vom selben Album stammt der Song Muros y puertas, der 2014 von Jackson Browne auf dessen Album Standing in the Breach gecovert wurde.

## Diskografie
- Jalisco Park (1989)
- Carlos Varela en vivo (1991)
- Monedas al aire (1992)
- Como los peces (1995)
- Nubes (2000)
- Siete (2003)
- Los hijos de Guillermo Tell. Vol. 1 (2005)
- No es el fin (2009)
- All His Greatest Hits (2010)

## Dokumentarfilm
- The Poet of Havana (2015), Regie: Ron Chapman